# Peschici
Peschici è un comune italiano di 4 273 abitanti della provincia di Foggia in Puglia. Fa parte del parco nazionale del Gargano.
Località balneare famosa sin dai primi anni Sessanta del Novecento grazie anche alla realizzazione di importanti strutture ricettive, alcune anche di importanza architettonica, firmate da importanti architetti. Ma è famosa per le sue spiagge e per la qualità delle sue acque di balneazione è stata più volte premiata della Bandiera Blu dalla Foundation for Environmental Education.
Una peculiarità del luogo, nel periodo del solstizio d'estate, è la veduta del sorgere del sole e del suo tramonto nelle acque del mare Adriatico; inoltre, nelle giornate in cui il cielo è particolarmente terso, si possono intravedere alcune isole della Croazia e le vette più alte della Maiella.
Con Decreto 28 maggio 2025 del Presidente della Repubblica Italiana, Sergio Mattarella, su proposta del Ministro dell'Interno Matteo Piantedosi, viene concesso al comune di Peschici il titolo di città.

## Geografia fisica

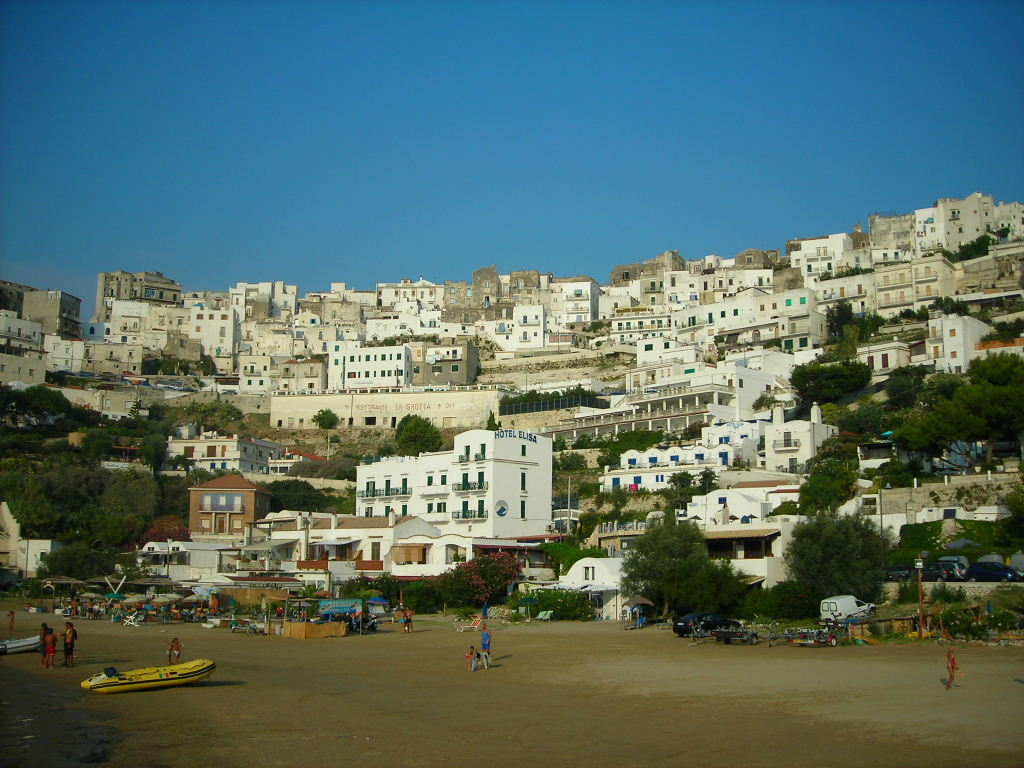
Il centro abitato di Peschici dalla spiaggia

Peschici si trova sul litorale nord del Gargano, al centro di un tratto di costa in parte sabbiosa e in parte rocciosa, compreso tra la Baia di Calenella (Vico del Gargano) a ovest e la baia di Sfinale (Vieste) a est. Circa 30 miglia nautiche (56 km) attraverso l'Adriatico in direzione nord ovest la separano dall'arcipelago delle Isole Tremiti.
L'esposizione a nord del litorale peschiciano, fa sì che per buona parte del periodo primaverile ed estivo, dal litorale di Peschici sia possibile vedere il sole sorgere e tramontare sul mare, fenomeno abbastanza singolare per un paese della riviera adriatica.

### Litorale
Il litorale di Peschici è caratterizzato da numerose baie e cale, con spiagge la cui granulometria è estremamente fine, talvolta mista a ghiaia. Nonostante le formazioni rocciose e la lussureggiante vegetazione che le circondano, risultano tutte più o meno facilmente raggiungibili.

### Sismicità
L'intero territorio comunale di Peschici è parte integrante del distretto sismico del Gargano.
- Classificazione sismica: zona 2 (sismicità media).[7]

### Clima
Il clima, già temperato per latitudine e longitudine, risente dell'influenza del mare che mitiga i rigori invernali e le calure estive.
La temperatura media annua è di 16 °C. Il mese più freddo è gennaio (8 °C di media) ed i più caldi sono luglio e agosto (27 °C).
Dal punto di vista legislativo il comune di Peschici ricade nella Fascia Climatica D in quanto i gradi giorno della città sono 1427, dunque limite massimo consentito per l'accensione dei riscaldamenti è di 15 ore giornaliere dal 15 novembre al 15 aprile.
- Classificazione climatica: zona D, 1427 GG[8]

| Peschici Dati dal 1973 ad oggi, opportunamente desunti dai dati della stazione meteorologica di Amendola | Mesi | Mesi | Mesi | Mesi | Mesi | Mesi | Mesi | Mesi | Mesi | Mesi | Mesi | Mesi | Stagioni | Stagioni | Stagioni | Stagioni | Anno |
| Peschici Dati dal 1973 ad oggi, opportunamente desunti dai dati della stazione meteorologica di Amendola | Gen  | Feb  | Mar  | Apr  | Mag  | Giu  | Lug  | Ago  | Set  | Ott  | Nov  | Dic  | Inv      | Pri      | Est      | Aut      | Anno |
| --- | ---- | ---- | ---- | ---- | ---- | ---- | ---- | ---- | ---- | ---- | ---- | ---- | -------- | -------- | -------- | -------- | ---- |
| T. max. media (°C)                                                                                       | 12   | 13   | 15   | 19   | 24   | 28   | 32   | 31   | 28   | 22   | 17   | 13   | 12,7     | 19,3     | 30,3     | 22,3     | 21,2 |
| T. media (°C)                                                                                            | 8    | 8    | 10   | 13   | 18   | 22   | 25   | 24   | 22   | 17   | 12   | 9    | 8,3      | 13,7     | 23,7     | 17       | 15,7 |
| T. min. media (°C)                                                                                       | 3    | 3    | 5    | 7    | 11   | 15   | 18   | 18   | 15   | 11   | 7    | 4    | 3,3      | 7,7      | 17       | 11       | 9,8  |
| Precipitazioni (mm)                                                                                      | 42   | 41   | 43   | 36   | 37   | 36   | 26   | 27   | 46   | 53   | 53   | 57   | 140      | 116      | 89       | 152      | 497  |
| Umidità relativa media (%)                                                                               | 80   | 77   | 74   | 71   | 69   | 65   | 61   | 64   | 68   | 74   | 79   | 81   | 79,3     | 71,3     | 63,3     | 73,7     | 71,9 |
| Eliofania assoluta (ore al giorno)                                                                       | 4    | 5    | 5    | 7    | 8    | 9    | 11   | 10   | 8    | 6    | 5    | 4    | 4,3      | 6,7      | 10       | 6,3      | 6,8  |

## Storia

### Le origini
Le prime notizie risalgono al 970 d.C., quando, un manipolo di soldati mercenari schiavoni, dopo aver allontanato definitivamente i saraceni dalla zona su ordine di Ottone I, fondarono il castrum di Pesclizio sulle rovine di un precedente casale —avente nome di San Vito del Gargano— distrutto nella stessa epoca dai saraceni.
Il primo documento riguardante l'abitato di Peschici è una chartula offertionis del 1023, contenente, inoltre, la donazione della locale abbazia di Càlena all'abbazia di Santa Maria a Mare sull'isola di San Nicola, nelle Tremiti, da parte dell'allora arcivescovo Leone I di Siponto. In tale documento sono presenti non solo riferimenti sull'abitato di Peschici, ma anche sulla presenza della piccola comunità di schiavoni stanziatasi sul territorio e degli ottimi rapporti che tale comunità riuscì ad avere con la popolazione locale ed il suo sistema sociale.
Un altro documento che conferma la presenza di tale comunità a Peschici è una donazione nel 1053, indicante la suddetta comunità di slavi dimoranti in castello Pesclizio. A partire dalla fine dell'XI secolo, però, non si ebbero ulteriori informazioni relative alla minoranza slava sita a Peschici, il che evidenzia la totale dissoluzione ed assorbimento della suddetta minoranza all'interno del tessuto popolazionale locale. Il nome di Peschici è comunque di probabile origine slava: difatti, la radice slava "pès" (o "pèsc") si riferisce alla sabbia, e il toponimo slavo pjèskusa indica suolo sabbioso.
Nel 1154, all'epoca della dinastia normanna, Peschici risulta essere dipendente dalla contea di Lesina. Sono moltissimi i documenti che lo confermano tra cui un rogito del conte Goffredo de Ollia di Lesina e il datario della regina Giovanna (figlia di Enrico II d'Inghilterra, futura sposa di Guglielmo II). Nel 1177 è invece sotto il feudo di Monte Sant'Angelo, donato da Guglielmo II detto il Buono alla moglie Giovanna d'Inghilterra.
Posteriormente, sotto la dinastia sveva, Peschici passò momenti drammatici nella contesa tra impero e papato.
Un cronista del tempo ci riferisce che, nel settembre del 1239, 25 galee veneziane mandate da Papa Gregorio IX contro lo scomunicato Federico II, “prendono e prostrano Bestice (Peschici) e Bestie (Vieste)”. Federico II, tuttavia, farà ricostruire le fortificazioni dei due centri.
In seguito, sotto la dinastia angioina, Peschici è tra i pochi paesi fedeli a re Carlo, al tempo della venuta di Corradino di Svevia (1267). Nel 1274 prende parte con Bari, Monopoli, Trani, Vieste e Ortona nella flotta pugliese all'assedio di Almissa, città della costa Dalmata. Nel 1401 il feudo passa a re Ladislao di Durazzo.

### Dal XV secolo all'Unità d'Italia
Nel corso della presa di potere della dinastia aragonese, i garganici appoggiarono (1458) i baroni sostenitori di Giovanni d'Angiò contro il nuovo re Ferrante, che nel 1462 occupò il Gargano affidandolo a Giorgio Castriota Scanderbeg, suo alleato.
Sullo sfondo di questo scenario è sempre presente Venezia, la repubblica marinara che controlla tutti i traffici verso l'Oriente e le coste dell'Adriatico: tra il 1469 e il 1586, Peschici compare in 23 carte e portolani, gran parte dei quali redatti da geografi della Serenissima.

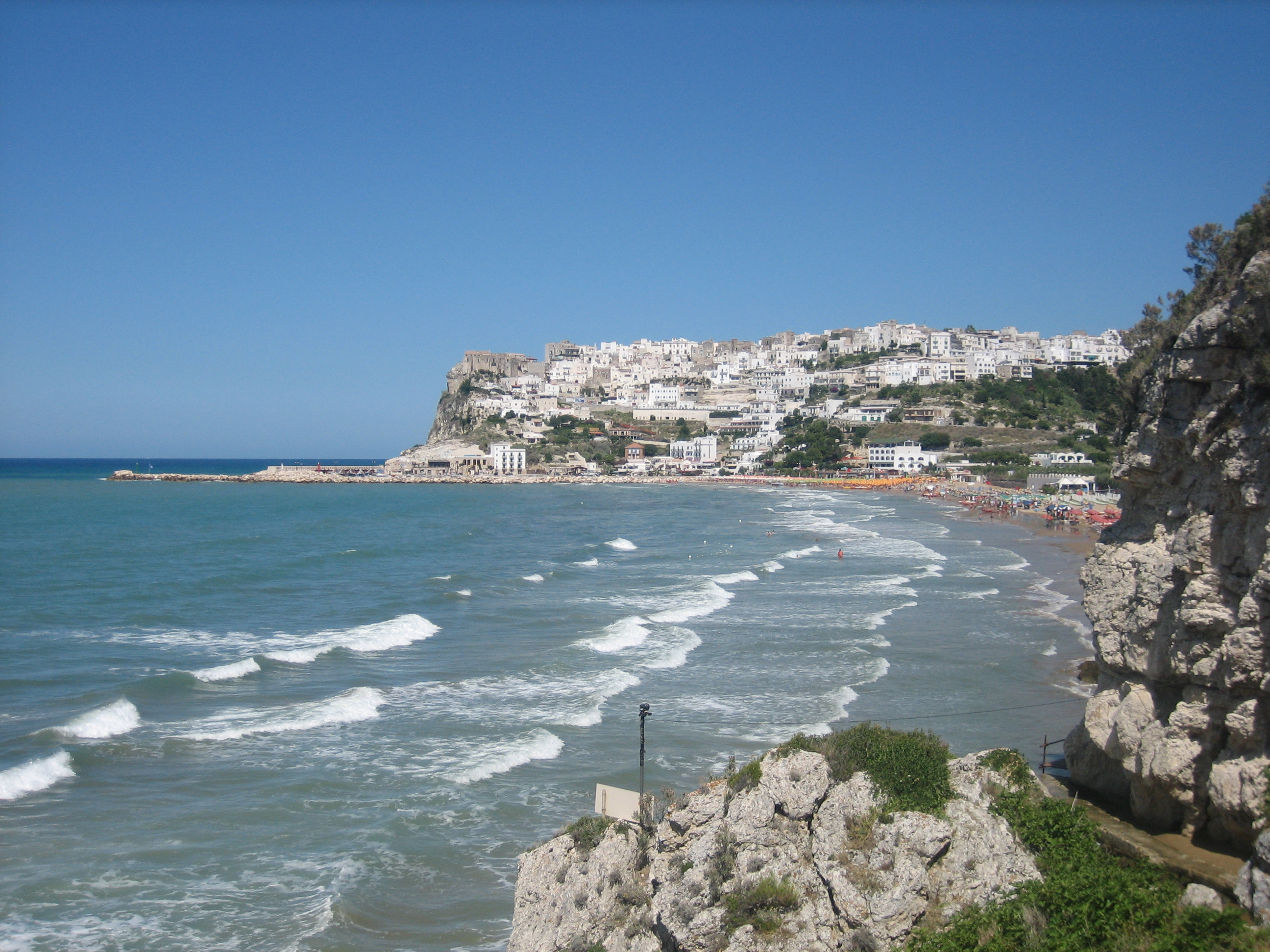
Vista di Peschici

Inoltre, in altri documenti è attestato che a Peschici si costruiscono navi ragusee tra il 1550 e il 1570:
«Ser Antonio de Stephano de Ragusio et Ser Marco de Johanne fanno costruire in società una nave de la portata de carra 250. Ditta costruzione debia avvenire in terra Peschize. La dispesa sarà di ducati 500». “In Peschize de Gargano si costruisce una nave pro parte Johannis de Natale de Ragusio, Baroli commorantis”. Il calefatore è Marinus de Ragusio.
In seguito alle guerre franco-spagnole per il possesso del Regno di Napoli nel XVI secolo, ma soprattutto dopo le ennesime scorrerie dei turchi di cui abbiamo testimonianze in un manoscritto di Timoteo Mainardi (Ragioni del Monastero di S. Maria delle Tremiti, 1592: si ricordano nel 1554 la strage di Vieste, in cui ci furono migliaia di vittime, e nel 1567 l'assedio di Tremiti), fu decisa la costruzione di dieci torri lungo le coste della Capitanata. Cinque anni dopo il numero delle torri sale a 21 e tra esse ci sono quella di Monte Pucci, quella detta dei doganieri a San Menaio, e quella di Calalunga, che poi fu diroccata nel 1570.
Il terremoto del Gargano del 1646, l'epidemia di peste del 1656, le frequenti siccità nonché una delle ricorrenti invasioni di cavallette (1663), fecero però tante vittime da decimare sensibilmente la popolazione.
La prima descrizione di Peschici l'abbiamo dal Sarnelli nel 1676: “Terra Baronale. È situata in luogo eminente, e che gode della veduta del mare”. Scrive dell'abitato che è contenuto nelle mura di recinzione: fuori le chiese della Madonna di Loreto e di Santa Maria di Sfilzi, i conventi di Calèna, S. Francesco e S. Niccolò.
Nel 1700, una lapide posta sul Recinto Baronale, all'interno del centro storico, attesta l'appartenenza di Peschici al principe d'Ischitella Emanuele Pinto. 
Durante le insurrezioni antiborbonche nel XIX secolo in tutto il Gargano si costituiscono le vendite, le associazioni carbonare, e, nel 1848,il peschiciano antiborbonico-liberale, nonché attivo uomo politico, poeta e scrittore, Giuseppe Libetta (noto perché comandante del primo bastimento a vapore che osò varcare il Mediterraneo, il Ferdinando I, che salpò da Napoli il 27 settembre 1818), entra nel Parlamento subalpino. Al plebiscito del 21 ottobre 1860 quasi il 40% dei peschiciani votò tuttavia a favore dei Borbone.

### Dall'Unità d'Italia ai giorni nostri

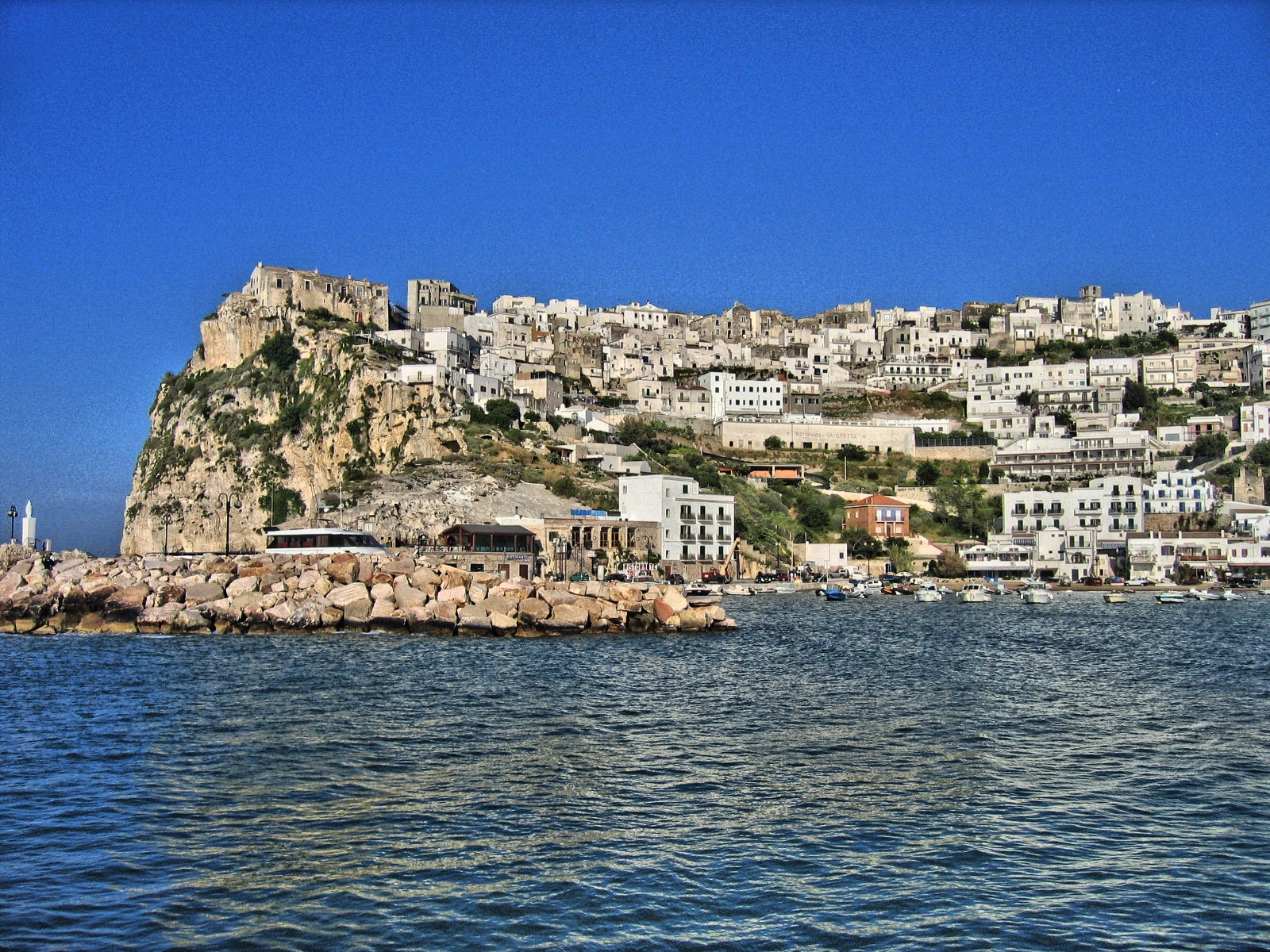
Veduta dello sperone roccioso di Peschici

Nel 1865 l'isolamento del Promontorio Garganico è rotto grazie alla costruzione della strada circumgarganica, l'attuale SS 89.
Durante il ventennio fascista, nel 1931, arriva la ferrovia garganica, mentre nel 1939 viene ultimato l'acquedotto pugliese. Nonostante le battaglie del regime per l'aumento della popolazione e della produzione di grano, Peschici, al censimento del 1936, aumenta di un terzo, ma è in aumento anche il fenomeno dell'emigrazione.
Non migliore è la situazione del dopoguerra, infatti, con la popolazione in aumento non crescono l'occupazione e il tenore di vita, ma solo il numero di emigranti. Solo con l'avvento del turismo intorno al 1960 ci saranno dei miglioramenti che porteranno molti frutti visibili tutt'oggi.

## Monumenti e luoghi d'interesse

### Castello bizantino
Il castello si trova sullo sperone roccioso più alto, verso il mare, e fu costruito in epoca bizantina intorno al 970. Al tempo di papa Gregorio IX il castello fu distrutto dalle truppe di Venezia e fu ricostruito nel XIII secolo da Federico II di Svevia. Subisce modifiche nel XVI secolo durante la dominazione spagnola per proteggere la costa dagli attacchi dei turchi. Il castello è restaurato e visitabile, composto da una pianta rettangolare irregolare di pietra. Ospita una esposizione di strumenti di tortura.

### Chiesa di Sant'Elia

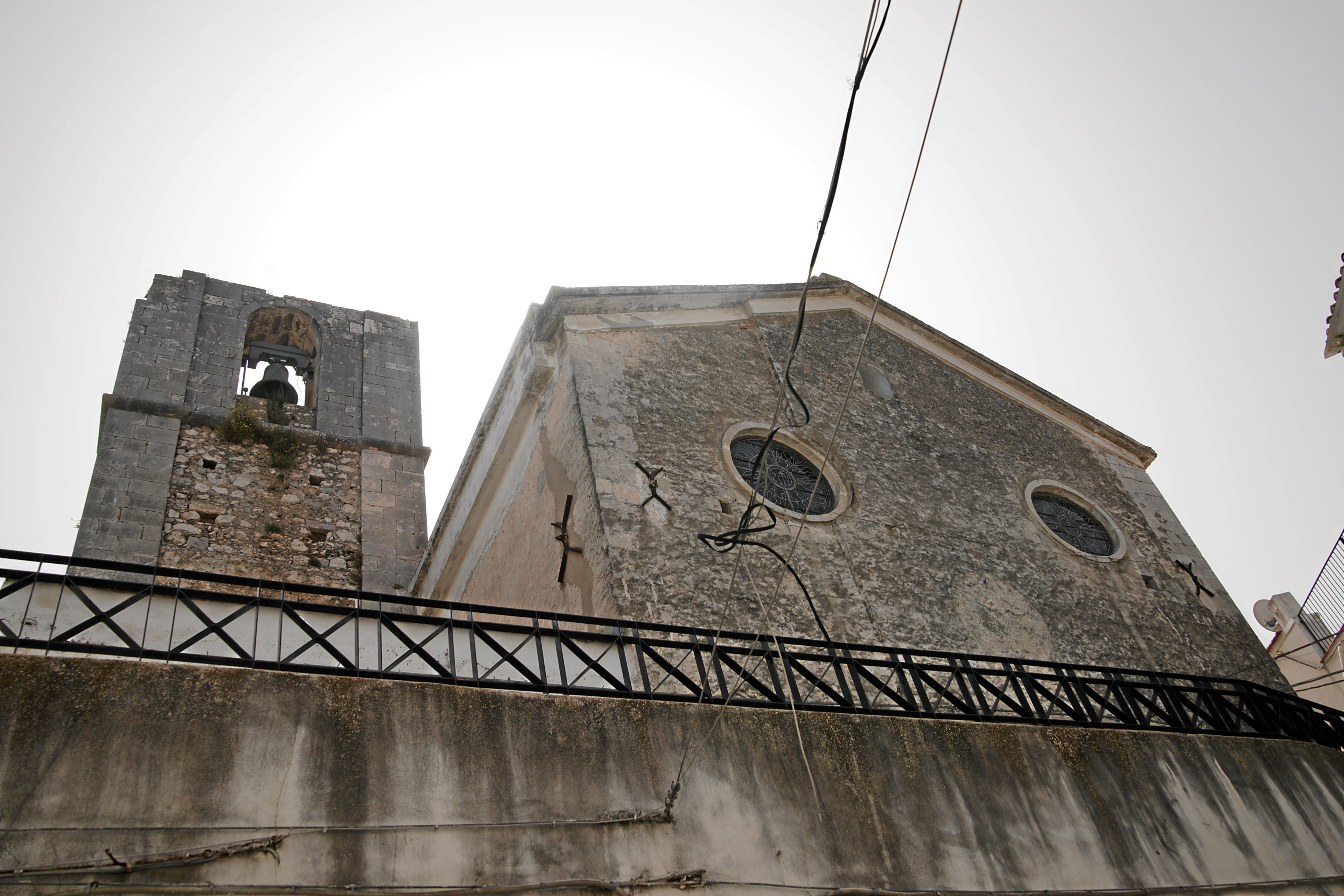
Chiesa di Sant'Elia

Costruita nel XIII secolo, la chiesa ha pianta a croce latina. Di interesse è l'interno con iscrizioni latine, navata unica e copertura del soffitto in legno. L'altare è sormontato da una volta a crociera. La facciata grezza ha due rosoni, mentre il campanile a torre è incompiuto, senza il soffitto.

### Spiagge

#### Spiaggia di Jalillo
Detta anche del mappamondo, è collocata nella parte più occidentale del territorio di Peschici, a est rispetto alla spiaggia della marina di Peschici da cui è separata da un grande masso roccioso e a cui è collegata tramite una passerella.
Lunga poco più di 150 metri e larga mediamente
5, è costituita da sabbia fine mista a ghiaia. È riparata dai venti meridionali e, per la sua esposizione verso nord, è ombreggiata nel pomeriggio.

#### Marina di Peschici
Caratterizzata da una granulometria molto fine, si estende per circa 700 metri tra il porto turistico e il promontorio su cui è arroccato l'abitato di Peschici a est e l'estremità di Monte Pucci a ovest, per una larghezza media di 45 metri. La spiaggia è occupata in prevalenza da stabilimenti balneari ed è raggiungibile tramite la SS 89. La sua esposizione a nord la rende ideale per praticare surf, oltre a darle la particolarità di poter assistere sia all'alba che al tramonto sul mare.

#### Spiaggia di San Nicola
Distante poco più di 3 km dall'abitato, è occupata in prevalenza da stabilimenti balneari a servizio delle vicine strutture ricettive. Si estende per poco più di 600 metri per una larghezza media di 45 metri. La granulometria della sabbia è molto fine.

#### Spiaggia di Zaiana
Distante poco più di 6 km dall'abitato, caratterizzata da sabbia fine e fondali digradanti, è circondata da costoni rocciosi da cui è possibile tuffarsi. Negli anni '70 - '80, oltre ad essere frequentata da naturisti, venne denominata la spiaggia dei giovani.

#### Altre spiagge
- La Cala, racchiusa in una piccola nicchia rocciosa e raggiungibile solo via mare.
- Baia di Procenisco, spiaggia sabbiosa che si estende per poco più di 200 metri tra due punte rocciose
- Baia Manaccora Distante 10 km dall'abitato Nella parte occidentale della spiaggia si trova un'ampia cavità naturale detta Grottone di Manaccora (o Grotta degli Dèi).
- Baia del Turco, piccola spiaggia sabbiosa completamente nascosta dai pini raggiungibile solo a piedi
- Calalunga, Gusmay, Manacore, sedi di strutture ricettive private.
- Sfinale, lunga spiaggia sabbiosa, la cui parte occidentale afferisce al territorio di Peschici, mentre quella orientale si trova nel comune confinante (Vieste).

### I trabucchi
I trabucchi sono una presenza tipica della costa di Peschici, che ne conta ben sette. Gli unici trabucchisti ancora in vita e capaci di costruire un trabucco risiedono a Peschici e fanno capo alle famiglie Ottaviano, Marino e Fasanella. I trabucchi hanno un'architettura molto complessa, fatta di pali di legno che si intrecciano a fili e carrucole: essi sono uno strumento molto efficace, specie sul litorale del Gargano, per la pesca del pesce di passaggio. Il loro metodo è semplice e consiste nell'immergere nel mare una grossa rete a sacco sostenuta da svariate antenne; su di queste si posiziona una vedetta che dall'alto riesce a vedere l'arrivo del banco di pesce ed al suo segnale le persone presenti sul trabucco iniziano a girare una ruota che tramite una fitta e complessa rete di fili e carrucole alza il sacco della rete dal mare ed imprigiona il banco di pesce. Questa pesca è stata praticata per molto tempo e sfrutta le migrazioni dei branchi di pesce da nord a sud dell'Adriatico. Oggi svariati trabucchi sono diventati dei ristoranti caratteristici dove si può gustare il pesce appena pescato.

### Le torri
Fin dalle origini la storia di Peschici è profondamente legata al mare e ai suoi pericoli. Il borgo fu fondato, infatti, nell'XI secolo da un manipolo di soldati slavi inviati nella zona da Ottone I per far fronte alla minaccia dei saraceni. A memoria di una storia secolare di attacchi ed incursioni restano oggi alcune torri costiere erette nella seconda metà del Cinquecento per difendere il territorio da pirati e corsari.

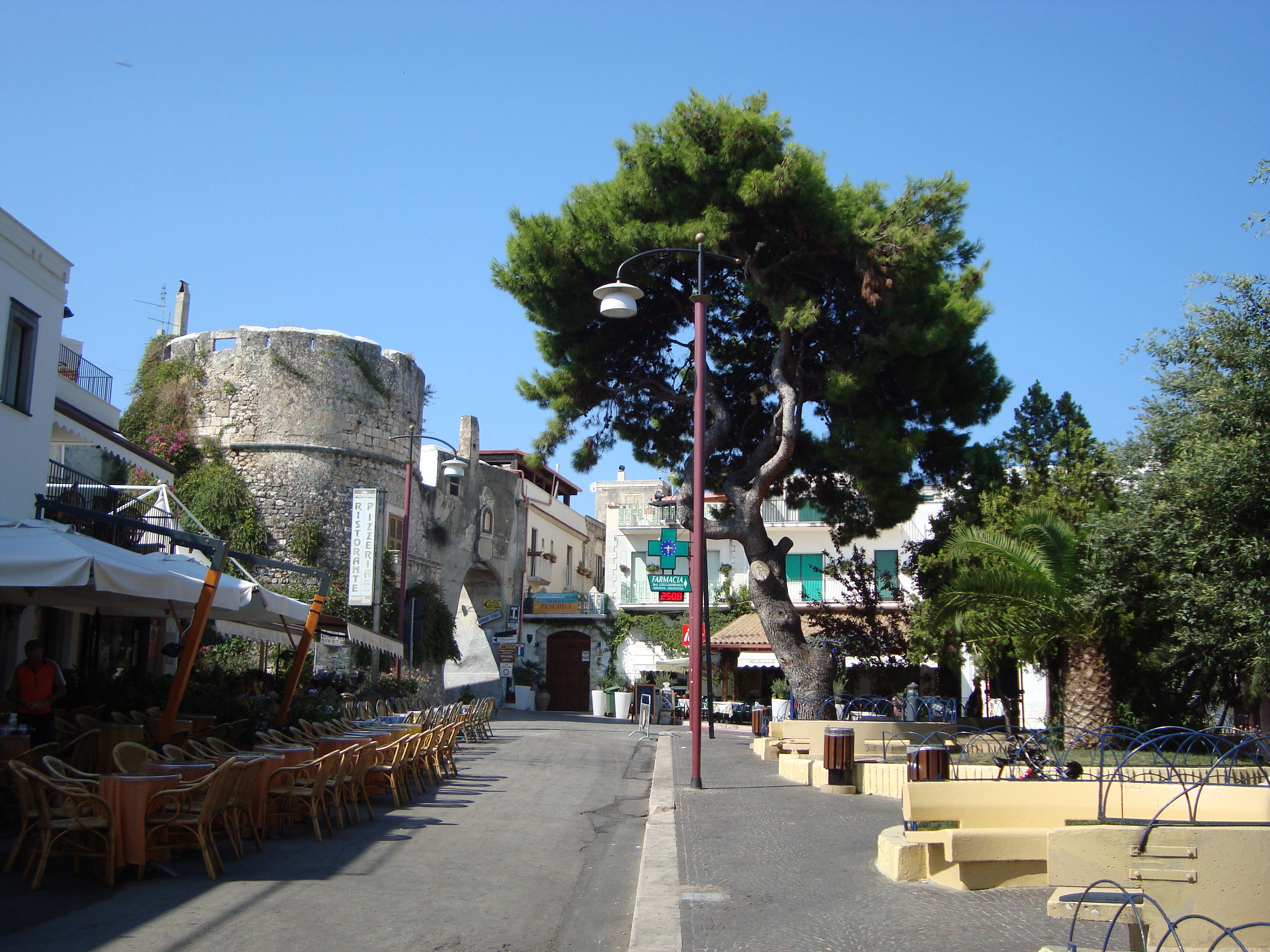
Le fortificazioni all'ingresso del paese

I fortilizi si levano su alte rupi a picco sul mare, in posizione dominante e panoramica rispetto all'Adriatico: tale ubicazione risulta strategica e funzionale all'avvistamento ed alla segnalazione delle navi nemiche. Le torri hanno base quadrangolare e presentano la forma di tronchi di piramide; l'accesso avveniva dal lato rivolto verso i monti per mezzo di scale retrattili in legno, successivamente sostituite da rampe fisse in muratura.
Le feritoie, invece, che fungevano anche da finestre, erano aperte nelle pareti laterali. Ogni torre doveva essere visibile da altre due torri: l'avviso delle imminenti incursioni di giorno avveniva per mezzo di segnali di fumo, di notte per mezzo di segnali di fuoco oppure ricorrendo al suono di campane o di corni. Talora venivano anche inviati dei messaggeri a cavallo ad allertare la popolazione locale.
Tra le torri superstiti la più famosa è sicuramente quella di Monte Pucci. La torre, arroccata sull'alta roccia calcarea, ha perso l'originario coronamento e come le altre della zona presenta dimensioni assai ridotte che ne attestano la funzione di avvistamento e non, quindi, difensiva.

## Trasporti
Peschici è servita dalla stazione di Peschici Calenella, che ricade tuttavia nel territorio comunale di Vico del Gargano.
La stazione è capolinea della ferrovia San Severo-Peschici, gestita da Ferrovie del Gargano.

## Società

### Evoluzione demografica
Abitanti censiti

### Etnie e minoranze straniere
Secondo i dati ISTAT al 31 dicembre 2020 la popolazione straniera residente era di 218 persone. Le nazionalità maggiormente rappresentate in base alla loro percentuale sul totale della popolazione residente erano:
1. Romania: 1 393,2%
2. Albania: 230,5%
3. Germania 0,2%
4. Polonia: 60,1%
5. Kosovo: 50,1%
6. Senegal: 50,1%

## Cultura

### Cinema
Nel 1953 a Peschici fu girato il film Il figlio dell'uomo - Ecce Homo, di Virgilio Sabel, sulla vita, la passione e la resurrezione del Cristo, prodotto dalla San Paolo Film. Nei fotogrammi del film in bianco e nero si distinguono chiaramente alcune location, dalla Torre di Monte Pucci all'abbazia di Calena, e alcuni volti: la popolazione del paese partecipò in massa alle riprese. Nel 1967 Elio Piccon vi gira il documentario Cavalli ciechi, riprendendo scene di pesca dai trabucchi. Nel 1970 è ambientato gran parte del film Debito Coniugale per la regia di Franco Prosperi e con Lando Buzzanca, Orazio Orlando, Barbara Bouchet, Pippo Franco.
Fu inoltre location nel 2001 di alcune scene del film I cavalieri che fecero l'impresa, di Pupi Avati, e nel 2002 di Nemmeno in un sogno, di Gianluca Greco. A Peschici è stato ambientato il primo episodio del film Un'estate al mare, dei fratelli Enrico e Carlo Vanzina. L'episodio s'intitola Il Conte di Montecristo e ha per protagonisti Lino Banfi e Victoria Silvstedt.
Nel 2012 il giornalista Piero Russo ha girato a Peschici la docufiction "Dalla Parte Del Mare", dedicata al rapporto tra il paese garganico ed il cantautore Lucio Dalla.

## Geografia antropica

### Urbanistica

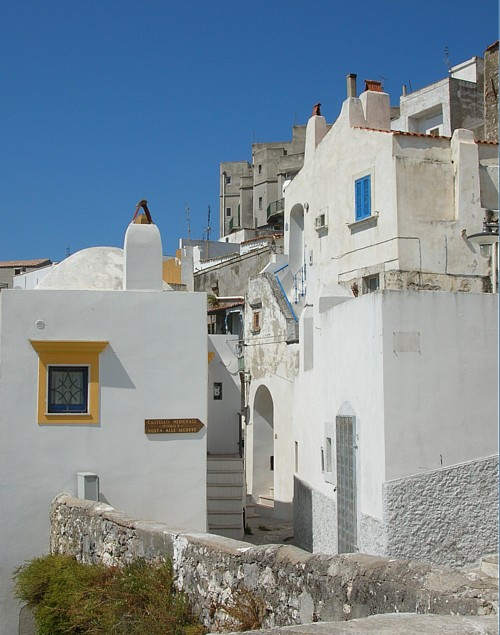
Parte antica del paese

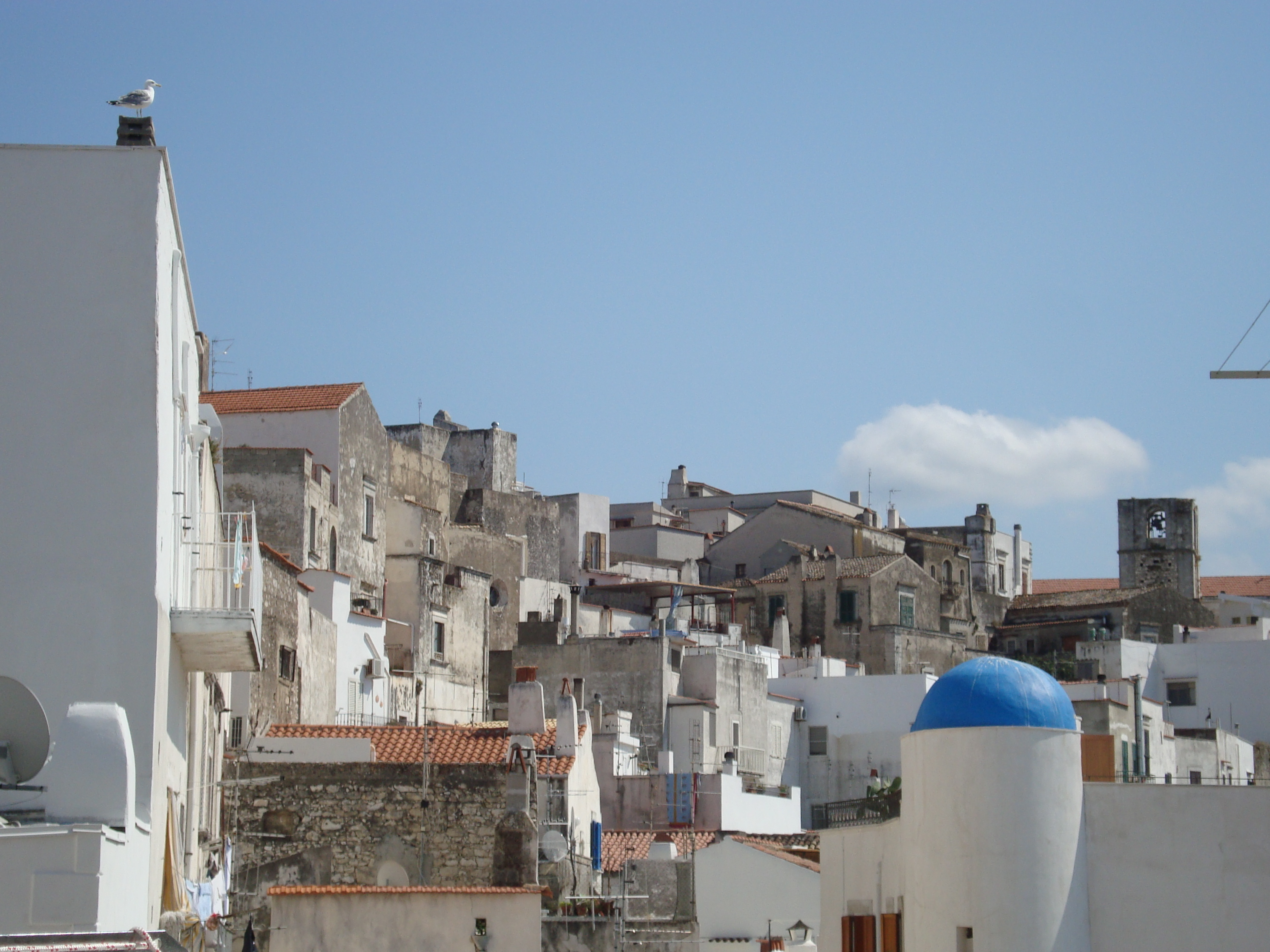
Veduta del centro storico

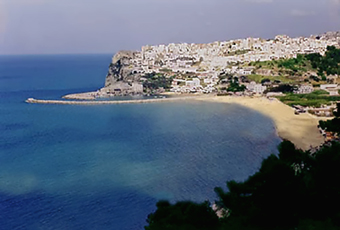
Panorama da Punta Montepucci

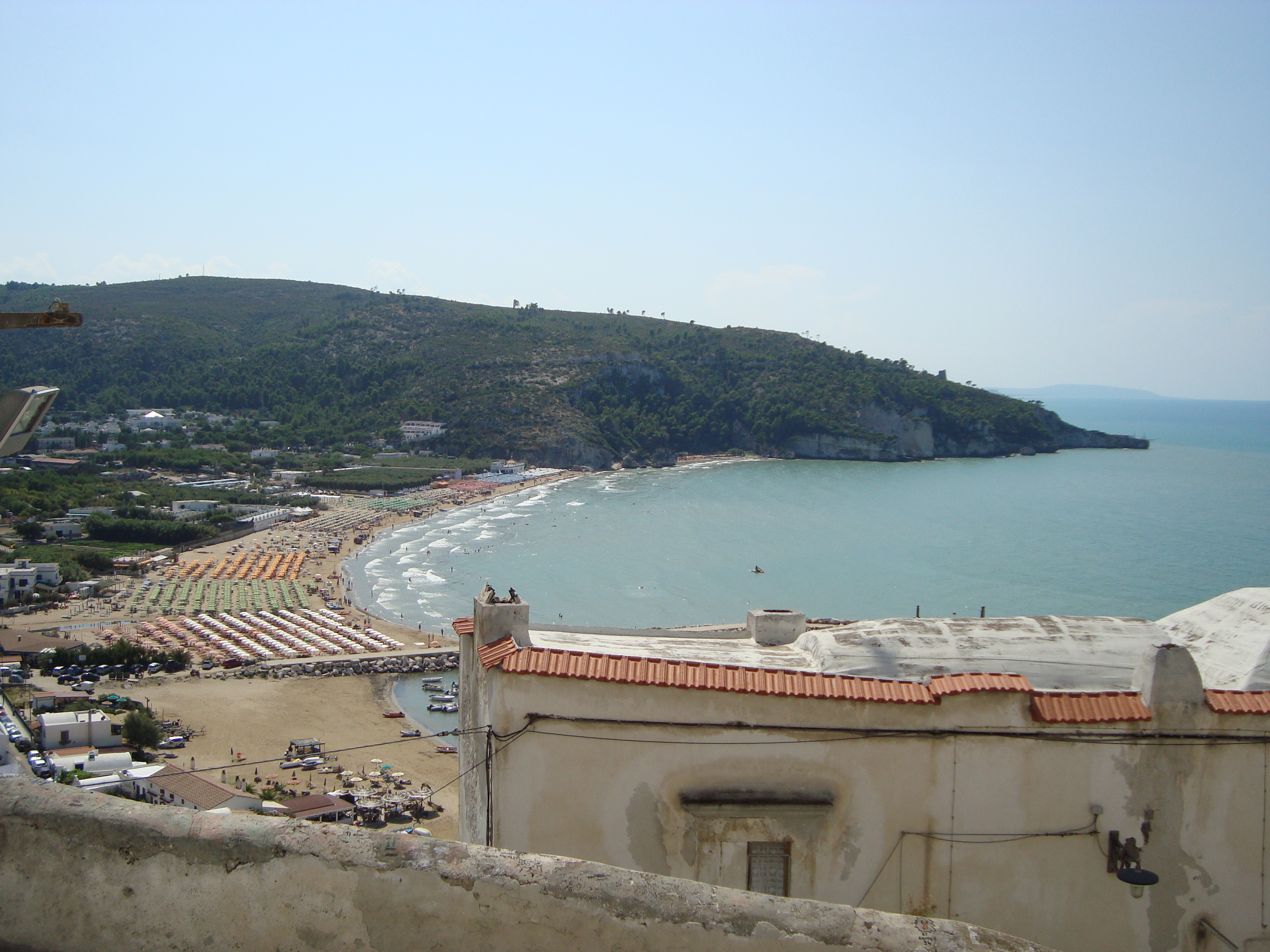
La spiaggia e la Punta Montepucci

Il tessuto urbano presenta una morfologia intricatissima, fatta di vicoli, piazzette, corti, scalinate, stretti passaggi, archi e soprattutto case bianche, tipiche dell'architettura mediterranea. L'espansione urbana ha avuto luogo in due aree e secondo modalità diverse: sul promontorio, verso l'entroterra, di tipo relativamente intensivo, e nella Valle Clavia, verso Monte Pucci, di tipo sporadico e con vocazione turistico-ricettiva.

## Amministrazione
Di seguito è presentata una tabella relativa alle amministrazioni che si sono succedute in questo comune.
| Periodo          | Periodo          | Primo cittadino          | Partito                        | Carica  | Note   |
| ---------------- | ---------------- | ------------------------ | ------------------------------ | ------- | ------ |
| 14 giugno 1989   | 18 gennaio 1994  | Antonio Matteo Fasanella | Partito Socialista Italiano    | Sindaco | [ 18 ] |
| 21 novembre 1994 | 30 novembre 1998 | Domenico Mazzone         | lista civica                   | Sindaco | [ 18 ] |
| 30 novembre 1998 | 27 maggio 2003   | Francesco Tavaglione     | centro-sinistra                | Sindaco | [ 18 ] |
| 27 maggio 2003   | 15 aprile 2008   | Francesco Tavaglione     | lista civica                   | Sindaco | [ 18 ] |
| 15 aprile 2008   | 28 maggio 2013   | Domenico Vecera          | lista civica                   | Sindaco | [ 18 ] |
| 27 maggio 2013   | 15 Maggio 2023   | Francesco Tavaglione     | lista civica Progetto Peschici | Sindaco | [ 18 ] |
| 15 Maggio 2023   | in carica        | Luigi D'Arenzo           | Partito Democratico            | Sindaco | [ 18 ] |

## Sport
A Peschici si sono concluse quattro tappe del Giro d'Italia:
- la 5ª tappa del Giro d'Italia 2000 (18 maggio), vinta da Danilo Di Luca.
- la 6ª tappa del Giro d'Italia 2006 (16 maggio), vinta da Franco Pellizotti.
- la 6ª tappa del Giro d'Italia 2008 (15 maggio), vinta da Matteo Priamo.
- l'8ª tappa del Giro d'Italia 2017 (13 maggio), vinta da Gorka Izagirre.

Il comune ospita i campionati internazionali di Orienteering in primavera ed in autunno.
Calcio - La principale squadra di calcio della città è l'A.S.D. PESCHICI CALCIO fondata nel 1992 e che si occupa del settore giovanile oltre a militare nel campionato di 3ª Categoria. Per la Stagione 2024/2025 una nuova società chiamata ATLETICO GARGANO frutto della fusione tra l'Atletico Peschici ed il Vieste milita in prima categoria, disputando gli incontri casalinghi sui campi di Vieste e Peschici.
Windsurf - Le baie di Sfinale e di Manaccore sono tappe di molteplici gare zonali e dei campionati di windsurf.